# Tamís molecular

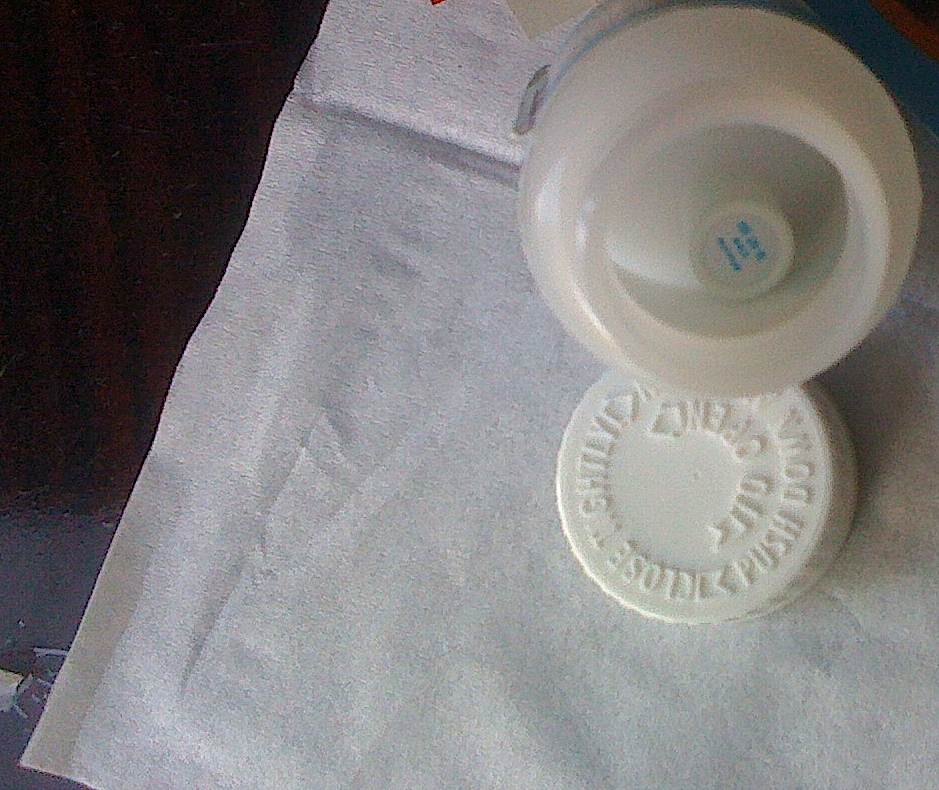
Un tamís molecular dins d'un contenidor d'antibiòtics (el contingut s'ha retirat).

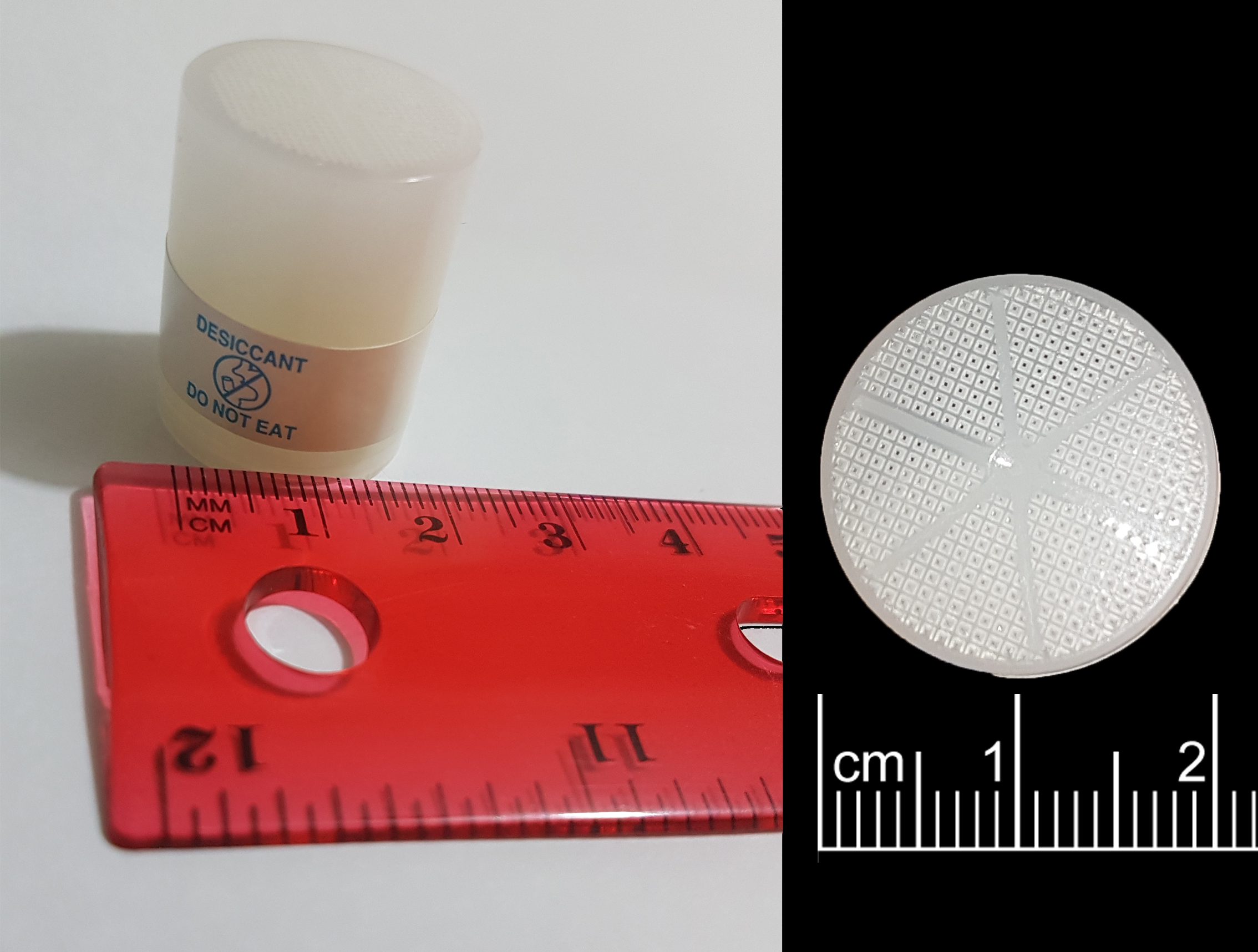
Un tipus comú de tamís molecular utilitzat en contenidors medicinals per a mantenir sec el contingut.

Un tamís molecular és un material que conté porus minúsculs d'una mida precisa i uniforme i que es fa servir com a adsorbent per a gasos i líquids.
Les molècules prou petites per a passar a través dels porus són adsorbides; les molècules més grans, no. Es diferencia d'un filtre convencional en el fet que actua a nivell molecular i en que atrapa la substància adsorbida. Per exemple, si una molècula d'aigua és prou petita per a passar a través dels porus d'un determinat tamís molecular, penetra dins d'ells i queda retinguda; si junt amb les d'aigua hi ha molècules més grans, aquestes no seran retingudes dins l'estructura porosa perquè ja ni tan sols hi poden penetrar. Per aquest motiu els tamisos moleculars funcionen sovint com a dessecants. Un tamís molecular pot adsorbir aigua fins a un 22% del seu propi pes. El principi de l'adsorció als tamisos moleculars té força analogia amb el que suporta la cromatografia d'exclusió molecular, però hi ha una diferència important: si no canvia la composició de la solució que circula, el producte adsorbit no es desadsorbeix perquè sense molècules capaces de penetrar els porus i omplir els espais que aquell deixaria, la desorció generaria buit.
La composició més habitual dels tamisos moleculars és a base d'aluminosilicats, argiles, vidres porosos, carbons vegetals microporosos, zeolites, carbó actiu o bé compostos sintètics que tenen estructures obertes a través de les quals poden difondre molècules petites, com ara el nitrogen o l'aigua.
Els tamisos moleculars són molt utilitzats a la indústria del petroli, especialment per a la purificació de corrents gasosos i també als laboratoris químics per a separar components i per a assecar materials iniciadors de reaccions. Per exemple, a la indústria del gas natural liquat (GNL) l'aigua que conté el gas s'ha de reduir a nivells molt baixos (inferiors a 1 ppm en volum) per a evitar-ne la solidificació i les obstruccions de canonades que aquesta provoca a la secció freda de les plantes de GNL.
Entre els mètodes de regeneració dels tamisos moleculars cal comptar: els canvis de pressió (com als concentradors d'oxigen), l'escalfament i purga amb un gas portador (com quan s'apliquen a la deshidratació d'alcohol) i l'escalfament al buit. La temperatura a la qual es regeneren els tamisos moleculars que han adsorbit aigua es mou entre 130 °C i 250 °C.

## Capacitats d'adsorció
- 3A (3 Å de mida de porus): adsorbeix NH₃, H₂O, (no C₂H₆), adient per a assecar líquids polars.
- 4A (4 Å de mida de porus): adsorbeix H₂O, CO₂, SO₂, H₂S, C₂H₄, C₂H₆, C₃H₆, etanol. No adsorbeix C₃H₈ ni hidrocarburs més complexos. Bo per a assecar líquids no polars i gasos.
- 5A (5 Å de mida de porus): adsorbeix hidrocarburs normals (lineals) fins al n-C₄H10, alcohols fins al C₄H9OH, mercaptans fins a C₄H9SH. No adsorbeix isòmers o estructures en forma d'anell de més de quatre àtoms de carboni.
- 10x (8 Å de mida de porus): adsorbeix hidrocarburs ramificats i aromàtics. Emprat per a assecar gasos.
- 13x (10 Å de mida de porus): adsorbeix di-N-butilamina (però no la tri-N-butilamina). Utilitzat per a assecar l'hexametilfosforamida.[3][4]

## Diferències entre tamís molecular i zeolita
| Tamís molecular                                                    | Zeolita                                                               |
| ------------------------------------------------------------------ | --------------------------------------------------------------------- |
| Capaç de separar materials segons la grandària de llurs molècules. | Tipus particular de tamís molecular amb estructura d'aluminosilicats. |
| Pot ser constituït per argiles, cristal·lines o no.                | Es un material altament cristal·lí.                                   |
| Càrrega variable segons el tipus d'estructura porosa.              | Naturalesa aniònica, amb estructura microporosa i cristal·lina.       |